# Norman Lamb
Pour les articles homonymes, voir Lamb.
Norman Peter Lamb, né le 16 septembre 1957 à Watford, est un homme politique et ancien ministre du Royaume-Uni.
Membre du parti libéral démocrate, il est élu député pour la circonscription de North Norfolk de 2001 à 2019. 

## Candidat à la direction du parti de 2015
Après la démission de Nick Clegg au poste de chef de file après une large perte de 49 sièges aux élections législatives de 2015, il est candidat pour la succession de ce dernier et il affronte Tim Farron. Mais il est défait avec 43,5 % des voix contre 56,5 % à Farron.